# David Hammond
David Thurwell Hammond (Chicago, Illinois, 5 de gener de 1881 – Miami, Florida, 1940) va ser un nedador i waterpolista estatunidenc que va competir a primers del segle xx.
El 1904 va prendre part en els Jocs Olímpics de Saint Louis, on va guanyar la medalla de plata en la prova dels 4x50 iardes relleus lliures, junt a William Tuttle, Hugo Goetz i Raymond Thorne. En aquests mateixos Jocs guanyà una segona medalla de plata com a membre de l'equip Chicago Athletic Association en la competició de waterpolo. També disputà les proves de les 100 iardes lliures i les 100 iardes esquena, on fou cinquè.